# Luciano Urquijo
Luciano Urquijo Pangua (Córdoba, 11 luglio 1895 – San Sebastián, 28 settembre 1984) è stato un ingegnere e hockeista su prato argentino, noto per essere stato il 9º presidente dell'Atlético Madrid, dal 1926 al 1931.

## Biografia
Luciano Urquijo nacque in Argentina, ma ben presto si trasferì in Spagna, esattamente a San Sebastián. Si distinse come giocatore di hockey su prato, vincendo diversi titoli in Spagna con l'Athletic di Bilbao.
Il 26 novembre 1926 fu eletto presidente dell'Athlétic Madrid e contribuì a far entrare la squadra nel calcio professionistico, approfittando anche della creazione del campionato spagnolo nel 1928, sebbene la cosa non fu facile e Urquijo mise tutto il proprio impegno.
Le tante difficoltà economiche, la retrocessione in Segunda División e la perdita dell'appoggio da parte dei tifoso obbligarono Urquijo a dimettersi dalla presidenza nel novembre del 1931.